# Vlaai

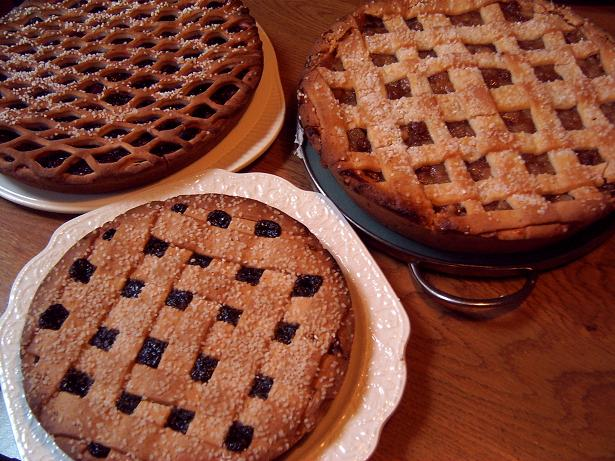
Un tipus de vlaai conegut com laddervlaai, rastervlaai o linzenvlaai.

Vlaai, també conegut com a Limburgse vlaai, és un pastís o tarta consistent en una massa farcida. Normalment té un diàmetre de 27-30 centímetres. És un producte típic de la regió de Limburg, formada per les províncies de Limburg a Bèlgica i els Països Baixos, així com les d'Alemanya a l'altre costat de la frontera. Variacions de la tarta es troben per tots els Països Baixos i en parts de Bèlgica i Alemanya properes a la frontera d'aquests.
Les arrels històriques de Vlaai venen de l'Alemanya propera. L'actual estàndard vlaai neerlandès va ser creat a Weert i és per això també conegut com a Weertervlaai. És disponible amb moltes varietats diferents de farcits de fruita, com cirera, albercoc, maduixes, i prunes. Altres variacions són una mantega esmicolada i barreja de sucre ("greumellevlaai" en Limburgish, o "kruimelvlaai" en neerlandès) i un arròs cuinat i natilles de farinetes ("rijstevlaai").
Vlaais és sovint menjat en esdeveniments de vida, com aniversaris i funerals.